# Ulica 3 Maja w Chorzowie
Ulica 3 Maja w Chorzowie − jedna z ulic w chorzowskiej dzielnicy Chorzów II. Biegnie od ul. Katowickiej (DK 79) do granicy ze Świętochłowicami. Wzdłuż ulicy prowadzą tory tramwajowe linii nr 11. Droga przed I wojną światową nosiła nazwę Kronprinzenstrasse (a jeszcze wcześniej Gleiwitzer Straße), a w czasach Polski Ludowej − ul. Józefa Wieczorka.
Przy ulicy znajdują się następujące historyczne obiekty:
- kościół parafialny pw. św. Barbary (ul. 3 Maja 18), wzniesiony w 1852, przebudowany w stylu neogotyckim według projektu Paula Jackischa w latach 1894−1895, wpisany do rejestru zabytków 8 września 1978 (nr rej.: A-1235/78, granice ochrony obejmują cały obiekt wraz z wyposażeniem oraz najbliższym otoczeniem w granicach ogrodzenia); we wnętrzu kościoła umieszczono trzy tablice, upamiętniające wręczenie sakry biskupiej księdzu Józefowi Gawlinie;
- probostwo parafii św. Barbary (ul. 3 Maja 18), wybudowane w 1892, wpisane do rejestru zabytków 25 maja 2009 (nr rej.: A/240/09);
- grób Juliusza Ligonia (koło cmentarza parafii pw. św. Barbary);
- cmentarz parafialny parafii św. Barbary (ul. 3 Maja 18);
- budynek mieszkalny (ul. 3 Maja 29/31), na jego fasadzie umieszczono tablicę, upamiętniającą Karola Miarkę − w tym budynku mieszkał i pracował w latach 1869−75;
- kościół ewangelicki pw. św. Elżbiety (ul. Katowicka 94, w zamknięciu ul. 3 Maja), wybudowany w latach 1840−1844 według projektu architekta Augusta Sollera, wzniesiony ze współfundacji Elżbiety − królowej Prus; neogotycki obiekt wpisano do rejestru zabytków 20 grudnia 1972 (nr rej.: 1201/72, granice ochrony obejmują cały obiekt w ramach ogrodzenia);
- budynek Szkoły Podstawowej nr 15 im. Konstantego Wolnego (ul. 3 Maja 78); wewnątrz obiekty znajduje się tablica upamiętniająca nauczycieli szkoły, poległych w czasie II wojny światowej;
- kamienice mieszkalne z końca XIX i początku XX wieku.

Przy ul. 3 Maja swoją siedzibę mają: Zespół Szkół Specjalnych nr 3 (ul. 3 Maja 16), parafia św. Barbary w Chorzowie (ul. 3 Maja 18), firmy i przedsiębiorstwa handlowo-usługowe, Szkoła Podstawowa nr 15 (ul. 3 Maja 78), Zespół Szkół Ogólnokształcących nr 1 (ul. 3 Maja 22). Ulicą kursują autobusy oraz tramwaje ZTM.
W 2019 roku rozpoczął się generalny remont ulicy, wraz z wymianą torowiska tramwajowego, który zakończył się w 2022 roku.